# Светмагалі
Светмагалі (груз. სვეტმაღალი) — село в Грузії.
За даними перепису населення 2014 року в селі проживає 302 особи.